# Organización militar iliria
La historia de la organización y artes militares de los ilirios abarca desde el comienzo del 2º milenio a. C. hasta el siglo I d. C. en la región de Iliria y en el sur de Italia, donde floreció la civilización yapigia.
Se refiere a los conflictos armados de las tribus ilirias y sus reinos en los Balcanes en Italia, así como a sus actividades de piratería en el Mediterráneo. Aparte de conflictos entre los ilirios y las naciones y tribus vecinas, se registraron numerosas guerras entre las propias tribus ilirias. Se refiere a los conflictos armados de las tribus ilirias y sus reinos en los Balcanes en Italia, así como a la actividad pirata en el Mediterráneo. Además de los conflictos entre los ilirios y las naciones y tribus vecinas, se registraron numerosas guerras entre las propias tribus ilirias.
Los ilirios eran guerreros de renombre, según fuentes antiguas. Eran conocidos como hábiles artesanos y constructores de barcos en la antigüedad y controlaban gran parte del mar Adriático y el Jónico usando sus numerosos buques de guerra. Los ilirios tenían armas efectivas como la sica, una espada de punta curvada que se originó en Iliria y que llegó a ser adoptada a lo largo de todos los Balcanes y utilizada más tarde por los romanos.

## Mitología
Casos de ilirios involucrados en conflictos armados aparecen en la mitología griega y específicamente en la leyenda de Cadmo y Harmonía, según la cual Cadmo lideró a los enquelios en una campaña victoriosa contra los ilirios, siguiendo un consejo divino del Oráculo. Si la leyenda tiene asidero en la realidad, esta guerra habría ocurrido alrededor del 2000 a. C., época en que se ha afirmado que Cadmo vivió.

## Conflictos tribales
Las tribus ilirias eran reacias a ayudarse mutuamente en tiempos de guerra e incluso luchaban entre ellas y a veces se aliaban con los vecinos romanos[4] y griegos[5] Estos conflictos se producían por la tierra, los pastos y las zonas de sustancias naturales como el hierro y la sal. Los romanos, antes de conquistar Iliria, participaron en conflictos tribales y los utilizaron en su beneficio. El incidente más conocido es la participación de los romanos en una guerra entre los dálmatas y los liburnios por Promona, que al final fueron animados a tomar la paz. Comúnmente se ordenaba a los romanos que actuaran como árbitros en sus sangrientas luchas. La tribu de los Autariatae luchó contra los Ardiaei por el control de unas valiosas minas de sal[6]. Los Ardiaei tuvieron mala fama antes de ser derrotados por los romanos[7]. Los Daorsi habían sufrido ataques de los Delmatae hasta el punto de solicitar ayuda romana.

## Estados
El reino ilirio del que existe el registro escrito más antiguo fue el de los enquelios en el siglo VIII a. C. Los enquelios mantuvieron el dominio durante dos siglos hasta que su estado se desmoronó a partir del siglo VI a. C. Después de los enquelios, los taulantes formaron su propio estado en el siglo VII a. C. Los autariates bajo el mando de Pleurias (337 a. C.) fueron un reino. El Reino de los ardieos comenzó en el año 230 a. C. y terminó en el año 167 a. C. Los reinos y dinastías ilirios más notables fueron los de Bardilis I, de los dardanios y de  Agrón de los ardieos que crearon el último y más conocido reino ilirio. Agrón gobernó sobre los ardieos y había extendido su dominio a otras tribus también. En cuanto a los dardanios, siempre tuvieron dominios separados del resto de los ilirios.
Los reinos ilirios estaban compuestos por pequeñas áreas dentro de la región de Iliria. La extensión exacta de los más prominentes permanece desconocida. Sólo los romanos gobernaron toda la región. La organización interna de los reinos del sur de Iliria apunta a la imitación de los reinos griegos vecinos y a la influencia del mundo griego y helenístico en el crecimiento de sus centros urbanos. Polibio nos da una imagen de la sociedad dentro de un reino de Iliria como la infantería campesina luchando bajo aristócratas que él llama en griego «polidinastía» (Griego: Πολυδυνάστες) donde cada uno controlaba un pueblo dentro del reino. La monarquía se estableció sobre líneas hereditarias y los gobernantes ilirios usaron los matrimonios como medio de alianza con otros poderes. Plinio el Viejo (23-79 d. C.) escribe que las personas que formaban el núcleo del reino ilírico eran ilirios propiamente dichos o Illyrii Proprie Dicti. 19] Eran los faulantios, los pleraei, los endirudini, sasaei, grabaei y los labeatas. Estos se unieron más tarde para formar los docleatae.

## Talasocracia libanesa

Mapa de Corfú, el puesto de avanzada más meridional registrado de los libaneses

Las habilidades de navegación y la movilidad de los libaneses en sus veloces barcos, el liburna les permitió estar presentes, muy pronto, no solo a lo largo de la costa oriental del Adriático, sino que llegaron también a la costa opuesta, la occidental, itálica. Este proceso comenzó durante los grandes movimientos y migraciones pannonianas-adriáticas a finales de la Edad de Bronce, desde el siglo XII al  X a. C. En la Edad de Hierro, ya estaban en la costa Itálica, estableciendo colonias en Puglia y especialmente en Piceno, donde se desarrollaron culturas específicas de la Edad de Hierro.
Desde el siglo IX al  VI a. C. hubo cierta unidad koiné - cultural en el Adriático, con el sello general liburniano, cuya supremacía naval significó una autoridad política y económica a lo largo de varios siglos. Algunos topónimos similares atestiguaron no solo las migraciones libanesas sino también otras ilirias al centro y sur de Italia, respectivamente a Apulia y Piceno.
En el siglo IX a. C. gobernaron el mar Adriático interior y en la primera mitad del siglo VIII a. C. se expandieron hacia el sur. Según Estrabón, los libaneses se convirtieron en los amos de la  isla de Corcyra, convirtiéndola en su puesto avanzado más meridional, por el que controlaban el paso al mar Adriático. En el 735 a. C., la abandonaron, bajo la presión del gobernante corintio Hersikrates, durante el período de expansión corintio hacia el sur de Italia, Sicilia y el mar Jónico. Sin embargo, su posición en el mar Adriático fue todavía fuerte en los siguientes siglos. Corinto fue el primero que se enfrentó a los libaneses. La Bachíada expulsó a los liburnios y a los eretrianos de Corcyra. Alrededor del 625 a.C., los taulantianos pidieron la ayuda de Corinto y Corcyra contra los liburnos. Los griegos salieron victoriosos.
El control liburniano de las costas del mar Adriático comenzó a disminuir en el siglo VI a. C. Según Plinio el Viejo, los liburnos perdieron la supremacía en la costa occidental del Adriático debido a la invasión de los umbros y los galos, causada obviamente por el fortalecimiento y la expansión de la unión etrusca en el siglo VI a. C., cuya rica presencia material en la cuenca del río Po, significó sin duda el debilitamiento de la influencia de la talasocracia libanesa en el noroeste del Adriático. Las rupturas celtas en la península italiana, después del 400 a. C., cambiaron significativamente el panorama étnico y político de la zona, y pusieron en peligro directamente las posesiones libanesas que quedaban en la costa occidental.
A diferencia de la costa occidental del Adriático, las incursiones celtas en la estrecha región libanesa de la costa oriental del Adriático tuvieron un significado geográfico periférico. A pesar del intercambio de material registrado, las formas arqueológicas celtas son marginales y secundarias en las regiones pobladas por Istria, Iapodes, dálmatas y son especialmente raras en el patrimonio liburniano de la Edad de Hierro.

## Guerras yapigio-tarentinas
Las guerras yapigio-tarentinas fueron un conjunto de conflictos y guerras entre la colonia griega de Taras (Tarento) y los tres pueblos yapigios, mesapios, peucetios y daunios.
Los conflictos comenzaron inmediatamente después de la fundación de Taras en el 706 a. C. por la dominación de las fértiles llanuras adyacentes en el sur de Italia. La expansión de Taranto se limitó a la costa debido a la resistencia de las poblaciones del interior de Apulia. En el 473 a. C., Tarento firmó una alianza con Regio de Calabria, para contrarrestar a los mesapios, peucetios y  lucanos, pero los ejércitos conjuntos de los tarentinos y los de Regio de Calabria fueron derrotados cerca de Kailìa (la moderna Ceglie), en lo que Heródoto afirma ser la mayor matanza de griegos que conoce, con 3000 regios e incontables tarentinos muertos. En el 466 a. C., Tarento fue de nuevo derrotada por los yapigios; según Aristóteles, que elogia su gobierno, hubo tantos aristócratas asesinados que el partido democrático fue capaz de conseguir el poder, eliminar la monarquía, inaugurar una democracia y expulsar a los pitagóricos.
En el año 440 a. C. la ciudad-estado d Mesapia de Brindisi entró en una alianza con Turios. El ejército de Brindisi-Turios tenía una ventaja de liderazgo en forma de Cleándridas, un general espartano exiliado que había sido desterrado del Peloponeso por aceptar un soborno ateniense como consejero del rey espartano Plistoanacte. Tarento apoyó al lado del Peloponeso contra Atenas en la Guerra del Peloponeso, rechazó el anclaje y el agua a Atenas en el 415  a. C., e incluso envió barcos para ayudar a los peloponesios, después del desastre ateniense en Sicilia. Por otro lado, Atenas apoyó a los mesapios, para contrarrestar el poder de Taranto.
Después del 330 a. C., los mesapios se unieron a los tarentinos contra una fuerza aún mayor, la de Roma. Las alianzas con Tarento y con Cleónimo  de Esparta en el 304 a. C. fue una campaña antirromana. Así, hacia finales del siglo IV a. C., Roma se había convertido en un enemigo común tanto para los yapigios como para los tarentinos, incluso hasta el punto de poner fin a las prolongadas batallas y hacer que se aliaran.

## La expansión ilírica

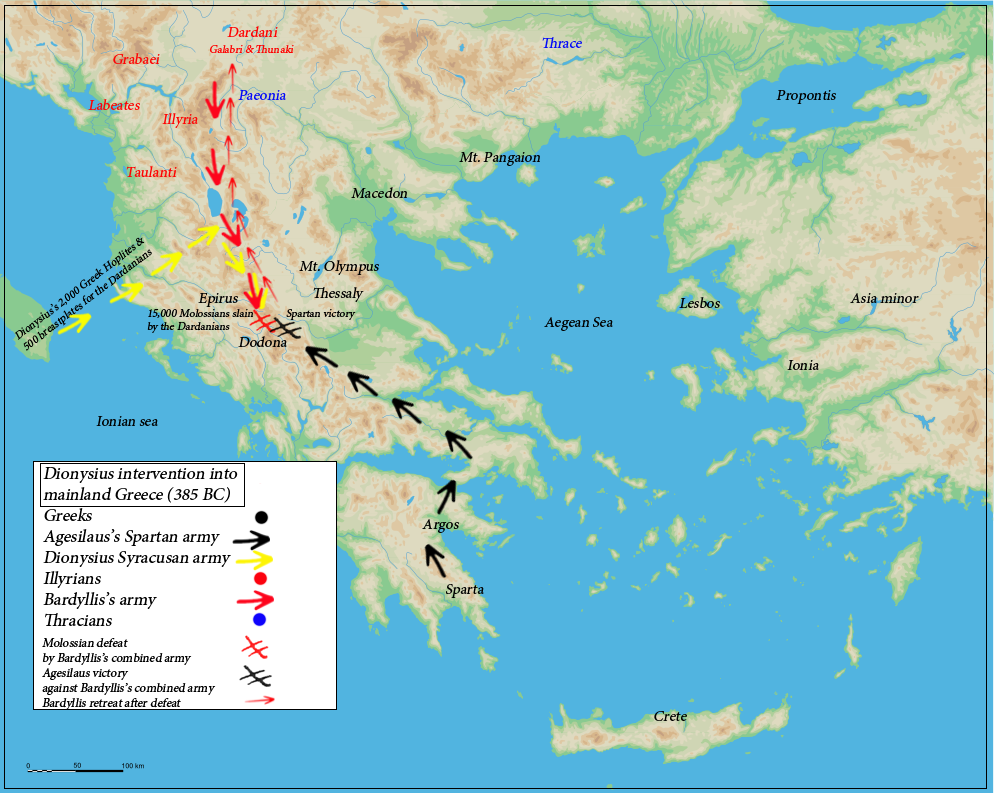
rightLas expediciones militares de Bardilis en Epiro

En el siglo IV a. C., Bardilis I se convirtió en rey de los ilirios y creador de una nueva dinastía tras derrocar a Sirras, el anterior rey ilirio, que había firmado un tratado de paz sobre el control de Lincestis. Bardilis I consiguió reunir varias tribus en una sola organización y pronto se convirtió en una potencia formidable en  Los Balcanes, lo que dio lugar a un cambio en las relaciones con  Macedonia. Utilizando nuevas tácticas de guerra, en el 393 a. C.los ilirios ganaron una batalla decisiva contra Amintas III de Macedonia, expulsándolo y gobernando Macedonia a través de un rey títere. En el 392 a. C., Amintas III se alió con los tesalios y tomó Macedonia bajo su gobierno, quitándosela a los dardanios. Después de continuas invasiones, Bardilis obligó a los macedonios a pagarle un tributo anual en el 372  a. C.
En el año 385 a. C. Bardilis asaltó el Epiro, que estaba bajo el dominio de los molosos. Esta vez los ilirios se aliaron y fueron ayudados por Dionisio de Siracusa para colocar a Alcetas I, que era un refugiado en su corte, en el trono. Dionisio planeaba controlar todo el mar Jónico. Esparta había intervenido tan pronto como se conocieron los hechos y expulsó a los ilirios que estaban dirigidos por Bardyllis. A pesar de contar con la ayuda de 2000 hoplitas griegos y 500 trajes de armadura griega, los ilirios fueron derrotados por los espartanos dirigidos por Agesilao, pero no sin antes arrasar la región y matar a 15 000 molosos. Así que su intento de controlar el Epiro fracasó. En el 360  a. C., otro ataque ilírico obligó al rey moloso Arimbas a evacuar su población no combatiente a Etolia y dejar que los ilirios saquearan libremente. La estratagema funcionó y los molosos cayeron sobre los ilirios que estaban cargados de botín y los derrotaron. En el mismo año Arimbasderrotó a los ilirios después de que estos asaltaran y saquearan Epiro.
En el 360 a. C., las tribus del sur de Peonia lanzaron incursiones contra Macedonia en apoyo de una invasión ilírica. En el 359 a a. C., Bardilis ganó una batalla decisiva contra el rey macedonio Pérdicas III en la que el propio rey fue asesinado junto con 4000 de sus soldados y los ilirios ocuparon las ciudades de la alta Macedonia. El intento del rey macedonio de reconquistar la alta Macedonia había fracasado.
Tras la desastrosa derrota de los macedonios por Bardilis, cuando el rey Filipo tomó el control del trono macedonio en el año 358 a. C., reafirmó el tratado con los ilirios, casándose con la princesa iliria Audata, probablemente la hija o la sobrina de Bardilis. Esto le dio a Filipo un tiempo valioso para reunir sus fuerzas y derrotar a los ilirios, que aún estaban bajo Bardilis, en la decisiva batalla del Valle de Erigón, matando a unos 7000 y eliminando la amenaza iliria por algún tiempo. En esta batalla, el propio Bardilis fue asesinado a la edad de 90 años después de que Filipo II rechazara un tratado de paz ofrecido por los ilirios. En el año 335 a. C., todos los estados del sur de Iliria fueron sometidos por Alejandro Magno y sólo a finales del siglo IV a. C. obtuvieron su independencia.
En el 358 a. C., Filipo II de Macedonia derrotó a Bardilis y Diodoro Sículo (siglo I a. C.) escribe esto del acontecimiento;

Y al principio, durante mucho tiempo, la batalla estuvo equilibrada debido a la gran valentía mostrada por ambos bandos, y como muchos murieron y otros fueron heridos, la fortuna de la batalla vaciló primero en un sentido y luego en el otro, siendo constantemente influenciada por las valerosas acciones de los combatientes; pero más tarde, cuando los jinetes se adelantaron por el flanco y la retaguardia y Filipo con la flor de sus tropas luchó con verdadero heroísmo, la masa de los ilirios se vio obligada a huir rápidamente. Cuando la persecución se había mantenido a una distancia considerable y muchos habían sido asesinados en su huida, Filipo recordó a los macedonios con la trompeta y erigiendo un trofeo de la victoria enterró a sus propios muertos, mientras que los ilirios, habiendo enviado embajadores y retirándose de todas las ciudades macedonias, obtuvieron la paz. Pero más de siete mil ilirios murieron en esta batalla.

## Las invasiones gálicas
Desde el siglo IV a. C., los grupos celtas se introdujeron en la región de los Cárpatos y en la cuenca del Danubio, coincidiendo con su movimiento hacia Italia. Según la leyenda, 300 000 celtas se trasladaron a Italia y a Iliria. En el siglo III a. C., los habitantes nativos de Panonia estaban casi completamente celtizados. Los ilirios habían estado haciendo la guerra contra los griegos, dejando su flanco occidental débil. Mientras Alejandro Magno gobernaba Grecia, los celtas no se atrevieron a acercarse a ella. Por lo tanto, las primeras expediciones celtas se concentraron contra las tribus ilirias.
Tenemos poca información sobre los asuntos en el interior de Iliria, pero sabemos que la primera tribu balcánica en ser derrotada por los celtas fue la  autariatas, que durante el siglo IV a. C. había disfrutado de una hegemonía sobre gran parte de los Balcanes centrales, centrada en el valle del Morava. Un interesante relato de astutas tácticas celtas se revela en sus ataques a los ardiaeos. En el 310 a. C.., el general celta Molistomos atacó en lo profundo del territorio ilírico, sometiendo a los dardanios y a los peonios.
En el 280 a. C., se movieron en tres direcciones: hacia Macedonia e Iliria, hacia Grecia y hacia Tracia. El ejército principal, según Diodoro Sículo, de 150 000 soldados equipados con grandes escudos y 10 000 jinetes fue seguido por 2000 carros que transportaban comida y equipo. Todos los estados de los Balcanes en este momento miraban este movimiento con aprensión.  Ptolomeo, el rey de Macedonia, tomó las noticias de los galos con indiferencia. Miró con burla la propuesta del rey de los dardanios, posiblemente Monunio, que envió delegados para decir que podían ofrecer 20 000 guerreros para ayudarlo. De manera insultante, dijo que el trabajo era para los macedonios. Cuando el rey de los dardanios fue informado de esto, respondió que el pronto glorioso reino macedonio caería por la inmadurez de una juventud. Y así sucedió, ya que en la batalla que tuvo lugar unos días después en Macedonia, el ejército macedonio fue derrotado y Ptolomeo fue herido y hecho prisionero. Después de continuar hacia el sur e invadir Delfos, el ejército galo decidió volver al norte a su tierra natal, pero todos fueron aniquilados por los dardanios, por los que tuvieron que pasar.

## Las guerras ilirias
En la Primera Guerra de Iliria, que duró desde el 229 hasta el 228  a. C., la preocupación de Roma por las rutas comerciales que atravesaban el mar Adriático aumentó después de la Primera Guerra Púnica, cuando muchas tribus de Iliria se unieron bajo una sola reina, [[Teuta de Iliria. La muerte de un enviado romano llamado Coruncanio por orden de Teuta y el ataque a los barcos mercantes de los comerciantes italianos bajo la protección de Roma, hizo que el senado romano enviara un ejército romano bajo el mando de los cónsules  Lucio Póstumo Albino (cónsul 234 y 229 a.C.) y Cneo Fulvio Centésimo. Roma expulsó las guarniciones ilirias de las ciudades griegas Epidamno, Apolonia de Iliria,  Córcira, Isla de Faro y otras y estableció un protectorado sobre estas ciudades griegas.
Los romanos también establecieron a Demetrio de Faros como un poder en Iliria para contrarrestar el poder de Teuta.
La Segunda Guerra de Iliria duró desde el 220 hasta el 219 En ese año la República romana estaba en guerra con los celtas de la Galia Cisalpina, y la Segunda guerra púnica con Cartago estaba comenzando. Estas distracciones le dieron al Demetrio el tiempo necesario para construir una nueva flota de guerra iliria. Liderando esta flota de 90 barcos, Demetrio navegó al sur de Lisos, violando su tratado anterior y comenzando la guerra.
La flota de la Demetrio atacó primero a Pilos donde capturó 50 naves después de varios intentos. Desde Pilos la flota navegó hacia las Cícladas, sofocando la resistencia que encontraron en el camino. Demetrio tontamente envió una flota a través del Adriático, y, con las fuerzas ilirias divididas, la ciudad fortificada de Dimale fue capturada por la flota romana bajo el mando de Lucio Emilio Paulo. Desde Dimale la marina se dirigió hacia Faros. Las fuerzas de Roma derrotaron a los ilirios y Demetrio huyó a Macedonia donde se convirtió en consejero de confianza de la corte de Filipo V de Macedonia, y permaneció hasta su muerte en Mesenia en el 214 a. C.
Durante la Tercera Guerra de Iliria en 168 a. C.. el rey ilirio Gentio se alió con los macedonios. Primero en el 171 a. C., se alió con los romanos contra los macedonios, pero en el 169 a. C. cambió de bando y se alió con Perseo de Macedonia. Arrestó a dos legados romanos y destruyó las ciudades de  Apolonia y Dirraquio, que estaban aliadas con Roma. En 168 a. C. fue derrotado en Escodra por una fuerza romana bajo el mando de Lucio Anicio Galo, y en 167 a. C. fue llevado a Roma como cautivo para participar en el triunfo de Galo, después de lo cual fue internado en  Iguvium. En la Guerra de Iliria de 229, 219 y 168 a. C., Roma invadió los asentamientos ilirios y suprimió la piratería, que había hecho del mar Adriático una región insegura para el comercio romano. Hubo tres campañas romanas: la primera contra Teuta, la segunda contra Demetrio de Faro y la tercera contra Geno. La primera campaña romana del 229 a. C. marcó la primera vez que la marina romana cruzó el Adriático para lanzar la invasión.

## La gran revuelta ilírica
La Gran revuelta ilírica, Bellum Batonianum o Revuelta Panónica, fue un gran conflicto entre una alianza de comunidades ilíricas y las fuerzas romanas que duró cuatro años comenzando en el año 6 d. C. y terminando en el 9 d. C.. En el año 6 d. C., varios regimientos de desiciates, nativos de la zona que ahora comprende Bosnia y Herzegovina central, dirigidos por Bato el desiciate (Bato I), se reunieron en un lugar para prepararse para unirse al hijastro de Augusto y al alto comandante militar Tiberio en una guerra contra los alemanes. En cambio, los desiciates se amotinaron y derrotaron a una fuerza romana enviada contra ellos. A los desiciatess pronto se les unieron los breucios dirigidos por Bato de los vreucios (Bato II), otra comunidad que habitaba la región entre los ríos Sava y Drava en la Croacia moderna. Dieron batalla a una segunda fuerza romana de Moesia liderada por Aulo Cecina Severo (el gobernador de Moesia). A pesar de su derrota, infligieron fuertes bajas en la batalla de Sirmium. A los rebeldes se les unió ahora un gran número de otras comunidades. Corría peligro la estratégica provincia de Ilírico, recientemente ampliada para incluir el territorio de los Pannonii, comunidades indígenas que habitan la región entre los ríos Drava y Sava, que fueron subyugados por Roma en el 12-9 a.C. Illyricum estaba en el flanco oriental de Italia, exponiendo el corazón romano al temor de una invasión rebelde.
Augusto ordenó a Tiberio que interrumpiera las operaciones en Alemania y trasladara su ejército principal a Ilírico. Tiberio envió a Marco Valerio Mesala Mesallino (el gobernador de Dalmacia y Panonia) al frente con tropas. El pánico estalló en Roma y Augusto creó una segunda fuerza de tarea bajo el sobrino de Tiberio, Germánico. Recurrió a la compra obligatoria y a la emancipación de miles de esclavos para reunir suficientes tropas. Esto sucedió por primera vez desde las secuelas de la batalla de Cannas dos siglos antes. En un momento dado, en el invierno 6/7 a. C., se desplegaron 10 legiones y un número equivalente de auxiliares (70 cohortes, 10 ala y más de 10 000 veteranos). Además, fueron asistidos por un gran número de tropas tracias desplegadas por su rey Remetalces I, un amicus romano ("aliado") un gran total de unos 100 000 hombres.
Se enfrentaron a nuevos reveses en el campo de batalla y a una amarga guerra de guerrillas en las montañas bosnias, pero también se produjeron amargos combates en la Panonia meridional en torno a Mons Almus (la moderna Fruška Gora), cerca de Sirmio. Les llevó tres años de duros combates sofocar la revuelta, que fue descrita por el historiador romano Suetonio como el conflicto más difícil al que se había enfrentado Roma desde las Guerras púnicas dos siglos antes. Tiberio finalmente sofocó la revuelta en el 9 a. C. Esto fue justo a tiempo: ese mismo año Arminio destruyó las tres legiones de Publio Quintilio Varo en Germania. El alto mando romano no dudó que Arminio habría formado una gran alianza con los ilirios.
La lucha de la revuelta Ilírica tuvo efectos duraderos en los soldados romanos. Descontentos con el pago de las tierras pantanosas y montañosas de Panonia por tan duro servicio militar, y con los abusos relacionados con su paga y condiciones, los soldados romanos se amotinaron en el año 14 d. C. exigiendo una compensación. Tiberio envió a su hijo,  Druso, para pacificar a los amotinados.

## Tácticas y organización de las tropas
Los ilirios en las fuentes antiguas eran conocidos como valientes y hábiles luchadores. Aparecieron en la guerra como guerreros libres bajo sus gobernantes o reyes. Al igual que en otras sociedades, el estatus de un líder se determinaba por el número de guerreros que lo seguían. La obediencia a una autoridad superior como un rey se canalizaba a través de la lealtad colectiva de una tribu al jefe. En las fuentes históricas se describen como una infantería campesina que luchaba bajo propietarios aristocráticos (polidinastía), cada uno de los cuales controlaba una ciudad dentro del reino. Se sabe que los dálmatas utilizaron tácticas de partisanos contra los romanos que tuvieron éxito al infligir graves derrotas a las mejores legiones romanas.
Diodoro Sículo (siglo I a.C.) escribe sobre la formación militar iliria en esta batalla que fue un intento de una postura coordinada formando un cuadrado. Sus palabras exactas son: Ἰλλυριοὶ συντάξαντες ἑαυτούς εἰς πλινθίον[39] ἐρρωμένος.

Pero los ilirios, formándose en un cuadrado, entraron valientemente en la contienda. Y al principio, durante un largo tiempo, la batalla estuvo equilibrada debido a la gran valentía mostrada por ambos lados, y como muchos fueron asesinados y aún más heridos, la fortuna de la batalla vaciló primero en un sentido y luego en el otro.

En el siglo II a. C., el ejército de Agrón y Teuta ya no está representado en falanges, sino en tropas más pequeñas, bien blindadas y de movimientos rápidos. Estas tácticas, también utilizadas en la época romana, estaban preparadas para operaciones independientes y por lo tanto eran más efectivas que las falanges anteriores. Estas tácticas exactas eran ágiles para acciones rápidas y sorprendentes y pronto mostraron ser superiores a las tácticas griegas y como resultado los ilirios recibieron algunas maravillosas victorias contra los griegos.
En el mar, los ilirios usaron tácticas de guerrilla con su sofisticada marina. Estas tácticas marítimas hicieron a los ilirios maestros del mar Adriático durante muchos siglos. Sus barcos, que eran relativamente pequeños, no eran capaces de luchar directamente con los pesados buques de guerra de los griegos y romanos y la mayoría de las veces eran derrotados. Una excepción es la victoria sobre la isla de Paxoi cuando los ilirios utilizaron una nueva forma de táctica que consistía en conectar sus barcos en grupos de cuatro y atacar a los barcos griegos.

## Armamento
El hecho de que los guerreros ilirios fueran enterrados con sus armas ha dado como resultado una abundante cantidad de sobrevivientes intactos. Los trabajos de los antiguos autores no proporcionan una imagen clara de las armas ilirias y el único verdadero contribuyente a este asunto fue el poeta romano Ennio (239-169 a. C.) que era de origen mesapio. Las armas eran muy importantes para los ilirios en tiempos de guerra, sin embargo, a veces solo los ricos y nobles podían permitirse algunos tipos como chicharrones y cascos. Se importaban muchas armaduras principalmente del continente griego, como lo demuestran los hallazgos de armas griegas en las tumbas de los Glacinac que datan del siglo VII a. C.
Los escudos se usaron entre los ilirios ya en la Edad del Bronce. En la Edad de Hierro se usaron dos tipos de escudos, el escudo circular ilírico y el tipo oval/rectangular usado por los ilirios del norte. El más común era el escudo circular, que estaba hecho de madera y cuero con un jefe de bronce y era como una pelta mayormente ligera. El escudo circular ilírico se parecía a la versión macedonia pero difería del número de decorados circulares. Sus formas eran redondas (peltas), rectangulares u ovaladas. Un tipo de escudo oblongo de madera con un umbo de hierro fue introducido en Iliria por los celtas. Este tipo de escudo se asemejaba al escudo oval de Iliria utilizado en el norte de Iliria.
Las armaduras de pecho y los chicharrones eran una especialidad para los ricos sólo en la sociedad iliria. La armadura de bronce fue usada muy raramente por los ilirios del norte y solo tres ejemplos han sido descubiertos hasta ahora en Eslovenia. Sin embargo, otra forma de armadura corporal fue un pectoral de bronce que puede haber protegido parte de la espalda también. Era más como un disco «pectoral» de 10 cm de diámetro. Los chicharrones para proteger las piernas se usaban desde el siglo VII a. C. y probablemente incluso antes. Aparecieron por primera vez en Iliria desde sus fronteras meridionales y sólo se encuentran en las tumbas de los príncipes.

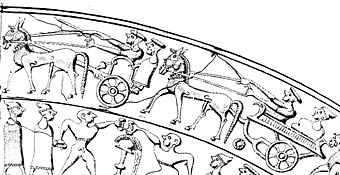
Carrozas ilirias de Vace - siglo VI a. C.

En el norte de Iliria se empleó el casco de bronce. El casco de bronce se convirtió en el casco cónico común que a veces contenía una pluma. El más intrigante de todos los cascos desarrollados en Iliria, el casco Shmarjet, fue hecho por los japoneses en el valle de Lika. Estaba hecho de mimbre y cota de malla, mientras que las placas de metal alrededor de los lados eran opcionales. Bajo la influencia de los vecinos del norte de Iliria, los pueblos itálicos, el casco Negau se usó desde el siglo V hasta el siglo IV a. C. El casco más difundido fue el casco ilírico con su uso a partir del siglo VII a. C. El casco ilírico estaba hecho de bronce y consistía en un gran penacho cimbrado en la parte superior. El origen y el período de tiempo en que se usó este casco ha sido objeto de mucho debate. Algunos expertos atribuyen su origen a Corinto y afirman que dejó de usarse en Iliria en el siglo IV a. C. Otros afirman que el casco tiene su origen en Iliria y que se usó hasta el siglo II a. C., como lo demuestran las representaciones en las monedas de las ciudades ilirias de la época.
La principal espada de los ilirios era la sica, una espada curva de un solo filo similar a la májaira griega. La sica se desarrolló durante la Edad del Bronce. La hoja del sica tenía unos 41-46 centímetros de largo. Fue ampliamente usada y adoptada por otros pueblos como los tracios, los dacios y los romanos. Los ilirios también usaban la espada de combate espadas cortas curvas, espadas largas además de varios cuchillos. Según el historiador John Wilkes:

Aunque una espada corta y curvada fue utilizada por varios pueblos del Mediterráneo, los romanos consideraron la sica como un arma ilírica distintiva utilizada por el sigiloso "asesino" (sicario).

Los ilirios también utilizaron una variedad de otras armas, como jabalinas, largas lanzas metálicas llamadas Sibyna (en griego antiguo: Σιβύνη) que se asemejaban a las lanzas de jabalí, lanzas de empuje cortas, hachas de batalla, hachas de una sola mano que se podían lanzar y también arcos y flechas que se utilizaron desde el comienzo del 2º milenio a. C.

## Mercenarios
Los ilirios actuaron como mercenarios en varias ocasiones ya sea del lado de los griegos o de los romanos. Pérdicas II de Macedonia había contratado mercenarios ilirios en el siglo V a. C. pero lo traicionaron, aliándose con su enemigo, Arrabeo de Linco. En otro incidente, Lisímaco mató a todos sus 5000 mercenarios ilirios (de la tribu autariate) hasta el último hombre, porque estaba convencido de que se unirían al enemigo. Anteriormente, en el 302  a. C., 2000 de sus mercenarios ilirios habían desertado hacia Antígono. Los ilirios no eran considerados como mercenarios confiables, en el mundo antiguo pero al mismo tiempo eran reconocidos como una fuerza de combate hábil.

## Nobleza

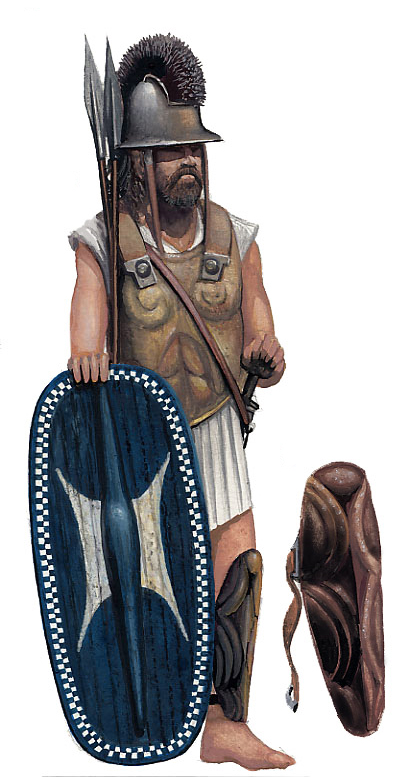
Rey o noble ilirio, 500-100 a. C.

La nobleza tenía acceso a las corazas y chicharrones mientras que el grueso del ejército no. Los reyes no se parecían al resto del ejército y eran los únicos con protección total del cuerpo, lo cual era una rareza. Los reyes y gobernantes de Iliria llevaban torques de bronce alrededor de sus cuellos y estaban fuertemente blindados en antítesis con el grueso de sus ejércitos. Un número de armas y armamentos fueron importados de Grecia incluyendo cascos. Los armamentos eran en su mayoría de bronce. Otra forma de armadura corporal era un pectoral de bronce (que puede haber protegido parte de la espalda también). Era más como un disco «pectoral» de 10 cm de diámetro. Las chicharrones locales hechos de bronce eran atados en las piernas. También se usaban cinturones remachados de metal.

## La marina de Iliria
Los ilirios eran marineros notorios en el mundo antiguo. Fueron grandes constructores de barcos y marinos. Los marineros ilirios más hábiles fueron los dálmatas y ardieos. La mayor armada fue construida por Agrón en el siglo III a. C. Las tácticas ilirias consistían en amarrar sus galeras en grupos de cuatro e invitar a un ataque por el costado de un carnero. Los ilirios abordaban entonces las naves enemigas en cantidades abrumadoras. Las naves de guerra ilirias fueron adoptadas por muchos pueblos, especialmente por los griegos y los romanos. Artesanos ilirios fueron incluso contratados por el rey de Macedonia para construir 100 barcos en la primera guerra de Macedonia porque para él tenían un don especial de la construcción de barcos. La primera evidencia de barcos ilirios es el diseño de un barco grabado en chicharrones de bronce de Glasinac que data del siglo VIII al siglo VII a. C. La parte delantera de este barco estaba construida en forma de un animal, probablemente un caballo.
Los barcos ilirios eran una representación favorita en las monedas ilirias, especialmente en las monedas de las lábatas. Es difícil determinar el tipo de barcos de guerra que aparecen en las monedas. Sin embargo, todas las representaciones muestran una similitud en la que los arcos de los barcos tenían la forma de una cabeza de serpiente. El autor bizantino del siglo VI escribió que el Adriático era un mar en el que nadaban las serpientes.

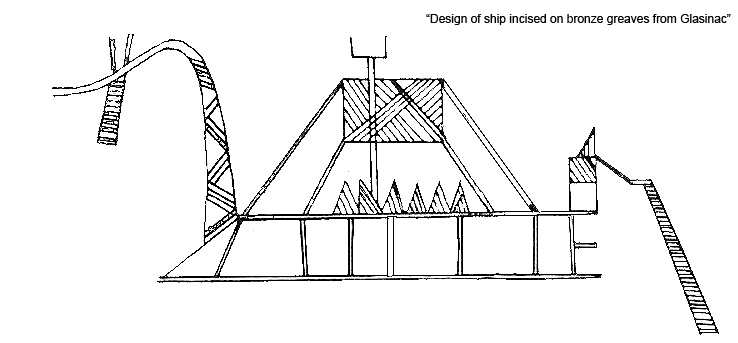
La primera representación de un barco ilírico que data del siglo VIII-VII a. C.

Los ilirios eran marinos de renombre que dominaban el mar Adriático y el mar Jónico desde el comienzo del primer milenio hasta el siglo V a. C. Los romanos los conocían principalmente como un pueblo adicto a la piratería. El principal puerto de la marina iliria desde el siglo V a. C. era Corynthia, en el cabo oriental de la isla de Krk, con siete muelles desenterrados, un arsenal marino y fortificaciones de piedra; este puerto temprano persistió en su función antigua y medieval hasta el siglo XVI. Los libaneses construyeron diferentes tipos de barcos; su galaia era un prototipo temprano de galeras de transporte, el lembo era un barco de pesca  continuado por el actual levut croata, y aparentemente se montó un drakoforos con una cabeza de dragón en la proa. Restos de un barco de 10 metros de largo del siglo IKrk (isla), fueron encontrados en Zaton cerca de Nin (Aenona en la Liburnia Clásica), una quilla de barco con tablones de fondo hechos de 6 filas de tablas de madera a cada lado, específicamente unidas, cosidas con cuerdas de resina y cuñas de madera, testificando el estilo de la tradición de construcción naval libanesa, por lo que fue llamada "Serilia Liburnica". Se utilizaron árboles de hoja caduca (roble y haya), mientras que para los cordones se utilizó algún trepador.
A los ilirios se les llamaba a menudo piratas, asaltando buques griegos y romanos. La indulgencia de los ilirios en la piratería fue lo que les trajo la infamia e invitó a su caída. Su escarpada costa quebrada con su pantalla de islas formaba una base perfecta desde la cual su luz y su poca velocidad para atacar barcos incautos. La carrera pirata de los ilirios alcanzó su cénit bajo la reina Teuta. Los ilirios practicaron tácticas de abordaje contra las naves enemigas. Aunque este punto de vista fue ampliamente aceptado al principio, esta conexión no es del todo cierta. Los antiguos autores griegos y romanos a menudo atacaban a los ilirios en sus obras simplemente porque los veían como enemigos y por lo tanto muchas fuentes pueden ser muy exageradas.
Los tres tipos principales de naves de guerra ilirias eran el lembo, la liburna y el pristis.

### Lembo
El lembo (del griego: λέμβος, "barco", romanizado como lembus), fue un antiguo buque de guerra ilírico, con un solo banco de remos y sin velas. Era pequeño y ligero, con un bajo francobordo. Era un buque de guerra rápido y maniobrable capaz de llevar 50 hombres además de los remeros. Este tipo de embarcación también fue adoptada por Filipo V de Macedonia, y poco después por los seléucidas, Roma, e incluso el rey espartano Nabis en su intento de reconstruir la marina espartana.
En los autores contemporáneos, el nombre se asociaba a una clase más que a un tipo específico de embarcaciones, ya que se observa una variación considerable en las fuentes: el número de remos oscilaba entre 16 y 50, podían ser de uno o dos bancos, y algunos tipos no tenían carnero, presumiblemente se utilizaban como mensajeros y buques de carga rápida.

### Liburna

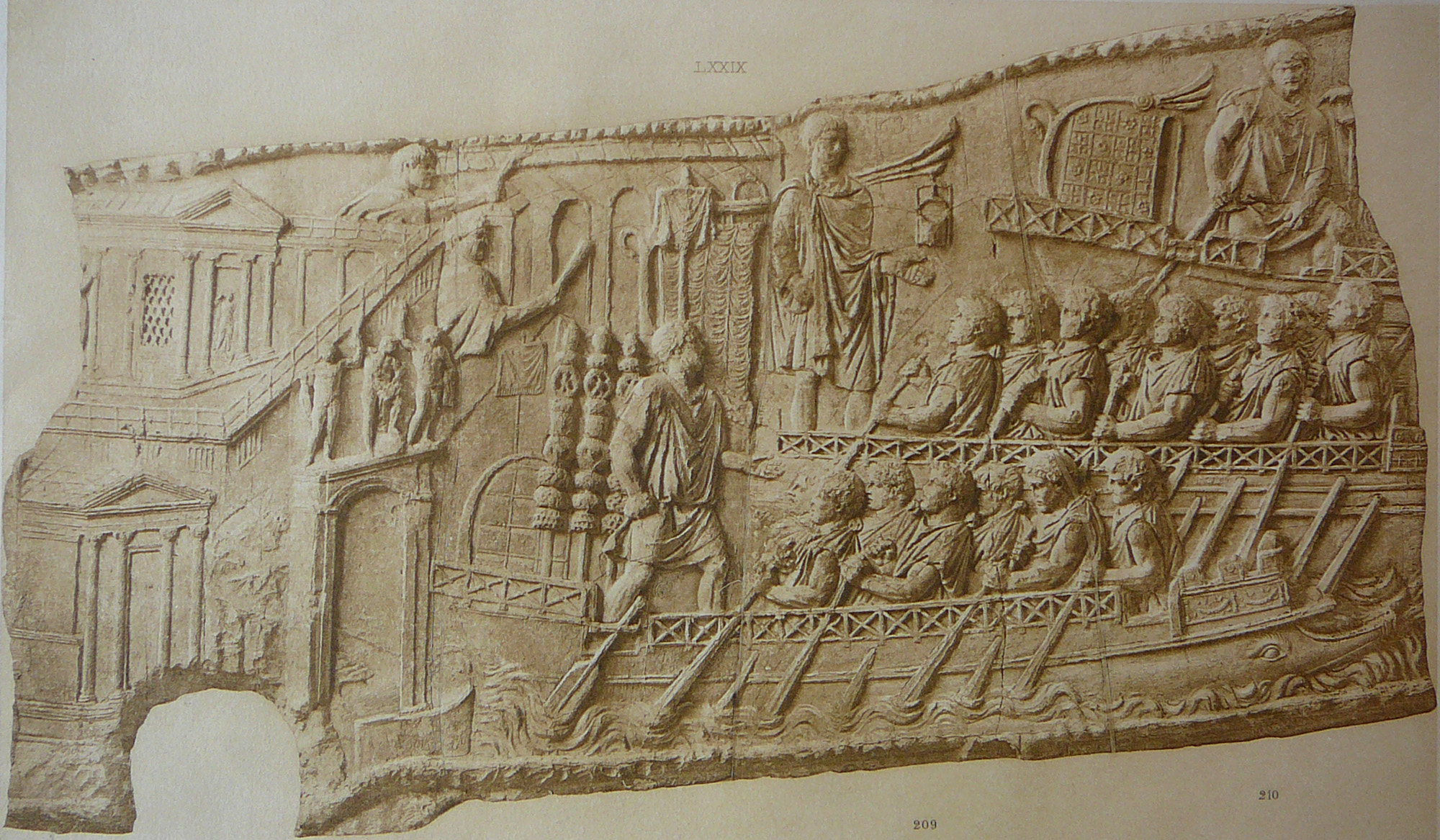
Romanizó a Liburna durante las guerras dacrónicas de Trajano.

El barco liburnio más conocido era su buque de guerra, conocido como liburna para los griegos y los romanos, impulsado por remos. Según algunas reflexiones, la liburna se mostraba en la escena de la batalla naval, curvada en una tablilla de piedra (Stele di Novilara) encontrada cerca del antiguo Pisaurum (Pesaro), esbozada hasta el siglo V o VIKrk (isla), la que más posiblemente mostraba la batalla imaginaria entre las flotas libanesa y picenia. Liburna se presentaba como un tipo de barco ligero con una fila o los remos, un mástil, una vela y la proa torcida hacia fuera. Bajo la proa había una tribuna hecha para golpear los barcos enemigos bajo el mar.
Por su forma original, la liburna era la más parecida al pentecóntero griego. Tenía un banco con 25 remos a cada lado, mientras que en las últimas épocas de la República romana, se convirtió en una versión más pequeña de un trirreme, pero con dos bancos de remos (un birreme), más rápido, más ligero y más ágil que los birremes y triremes. El diseño liburnio fue adoptado por los romanos y se convirtió en una parte clave de la armada de la antigua Roma, muy posiblemente por mediación de la armada macedonia en la segunda mitad del siglo I a. C.  Los barcos liburnios desempeñaron un papel clave en la batalla naval de Actium en Grecia, que duró desde el 31 de agosto hasta el 2 de septiembre del 31 a. C.  Debido a sus características navales y de maniobra y a la valentía de sus tripulaciones libanesas, estos barcos derrotaron completamente a los barcos orientales mucho más grandes y pesados, cuatrirremes y quinquerremes. La liburna se diferenciaba de los triremes, cuatrirremes y quinquerremes de batalla no por el hecho de remar sino por sus características constructivas específicas. Tenía 109 pies (33 m) de largo y 16 pies (5 m) de ancho con un calado de 3 pies (0,91 m). Dos filas de remeros tiraban de 18 remos por lado. El barco podía hacer hasta 14 nudos a vela y más de 7 bajo remos. Tal barco, usado como mercante, podía llevar un pasajero, como relata Licino en el diálogo del siglo II, tradicionalmente atribuido a Luciano de Samósata: «Tenía un veloz barco preparado, el tipo de birreme usado sobre todo por los libaneses del Golfo Jónico».
Una vez que los romanos adoptaron la liburna, procedieron a hacer algunas adaptaciones para mejorar el uso de los barcos dentro de la marina. Los beneficios obtenidos de la adición de carneros y la protección de los misiles más que compensados por la ligera pérdida de velocidad. Además de la construcción, las naves requerían que la unidad militar romana regular fuera simplificada para funcionar más suavemente. Cada barco funcionaba como una entidad individual, así que la organización más complicada que se usaba normalmente no era necesaria. Dentro de la armada, probablemente había libaneses de varios tamaños, todos dedicados a tareas específicas como explorar y patrullar las aguas romanas contra la piratería. mientras que fue incluido por pequeños números en las flotas de Rávena y Miceno, donde un gran número de los ilirios estaban sirviendo, especialmente Dalmatae, libaneses y pannonianos.
Poco a poco la liburna se convirtió en el nombre general de los diferentes tipos de barcos romanos, unido también a los barcos de carga de la Antigüedad tardía. Tácito y Suetonio la usaban como sinónimo de barco de guerra. En las inscripciones se mencionaba como el último de la clase de los barcos de batalla: hexeres, penteres, cuatrirremes, trieres, liburna.
En las fuentes medievales se registraron a menudo barcos liburna utilizados por los piratas y marineros medievales croatas y dálmatas, pero probablemente no siempre se refieren a los barcos de la misma forma.

### Pristis
El pristis (en griego antiguo: Πρίστις) era un barco de guerra con pico largo y estrecho (también era el nombre de un barco específico en la Eneida.

## Fortificaciones

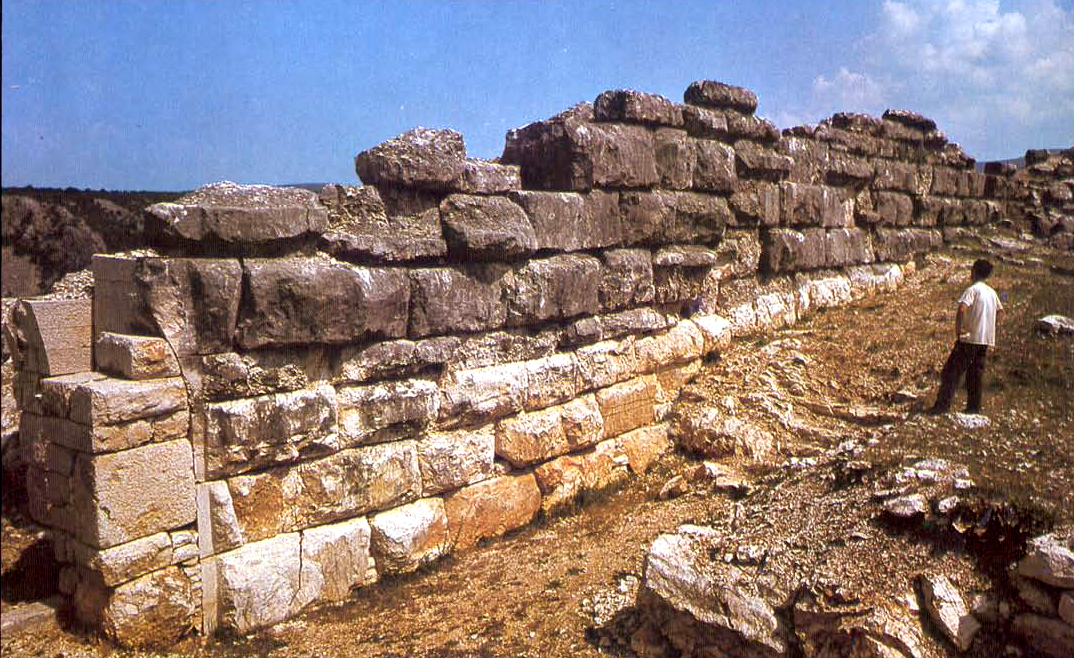
Los gigantescos muros de Daorson

Los ilirios construyeron fuertes de colina como lugares de refugio, y tal vez como viviendas, como Tilurium y Setovia] de los dálmatas. La mayoría de los recintos eran redondos u ovalados con muy pocas excepciones de otras formas y los dos más grandes tenían 200 metros de ancho mientras que la mayoría no son más que blocaos fortificados.
Los Castellieri eran barrios fortificados, normalmente situados en colinas o montañas o, más raramente como en el Friuli, en llanuras. Estaban constituidos por una o más series concéntricas de muros, de forma redondeada o elíptica en Istria y Venecia Julia, o cuadrangular en Friuli, dentro de los cuales se encontraba la zona habitada. Se han descubierto un centenar de castellieri en Istria, Friuli y Venecia Julia, como el de Leme, en el centro-oeste de Istria, el de los Elleri, cerca de Muggia, el del Monte Giove cerca de Prosecco (Trieste) y el de San Polo, no lejos de Monfalcone. Sin embargo, el castelliere más grande fue quizás el de Nesactium, en el sur de Istria, no lejos de  Pula.

## Influencias externas

### Influencia helenística

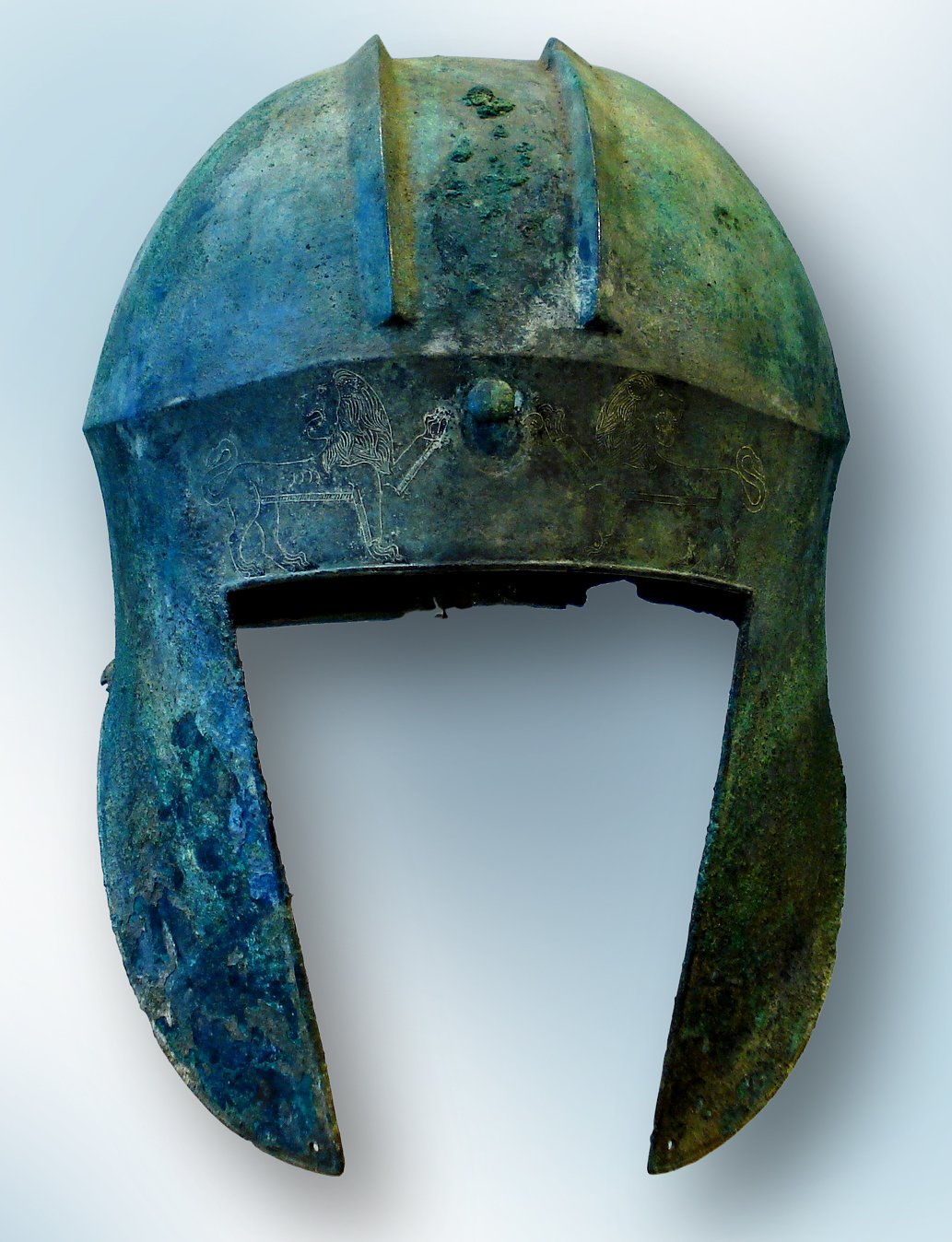
Casco ilirio de Argolis. Siglo VI-V a. C.

Las tumbas de los nobles ilirios (principios de la Edad de Hierro, siglo VII-siglo V a. C. ) contenían un gran número de importaciones griegas, incluyendo armamento, entre las que se incluyen los hallazgos en Glasinac (Bosnia y Herzegovina), el lago Ohrid en el norte de Macedonia, Dolensko en Eslovenia y varios sitios en Albania. La cultura de Glasinac  abarca el este de Bosnia, el suroeste de Serbia, Montenegro y el norte de Albania. [se necesita citar] Los antiguos cascos griegos de tipo ilirio, ya sea como importaciones o copias posteriores, se habían extendido por toda Iliria y uno se encontró hasta Eslovenia (aunque de nuevo en la tumba de un rey) no sólo en la zona cultural de Glasinac como el casco encontrado en la tumba de Klicevo, Montenegro. Los cascos griegos encontrados en algunos de estos sitios eran de "tipo I" y muy pocos de "tipo II".
Los ilirios en la costa del Adriático estaban bajo los efectos e influencia de la helenización debido a su proximidad a las colonias griegas de Iliria. Aparte de otras influencias culturales y armas y armaduras importadas de los antiguos griegos, los ilirios habían adoptado la ornamentación de la antigua macedonia en sus escudos y usaban diseños similares en sus brazaletes. Los ilirios usaban cuatro semicírculos concéntricos mientras que los macedonios cinco. Este símbolo griego antiguo era prominente en Tesalia y Macedonia, apareció en el siglo X a. C. y se había extendido por todo el sur de Grecia. Una típica adopción del símbolo en el período helenístico por parte de los ilirios se ve en una piel redonda de hierro con decoraciones similares y un diámetro de 35 cm. Esto es evidente durante el gobierno griego del sur de Iliria, la dinastía antípatra y la dinastía antigónida se mantuvo hasta la conquista romana. La táctica también había sido influenciada, evidente en un incidente que involucró a los dardanios. La ciudad helenizada de Daorson situada en Dalmacia incluía «murallas ciclópeas».

### Influencia romana
Iliria se convirtió en una provincia romana en el 168 a. C. Los ilirios, que fueron eventualmente romanizados se rebelaron en el 6 d. C. Casi doscientos años de gobierno romano cambiaron las armas de los ilirios para el momento de la rebelión y se asemejaron a las de los legionarios romanos. Las tribus que se rebelaron habían sido celtizadas para el momento en que los romanos conquistaron Iliria en 168 a. C.  y su equipo reflejó esto. Los habitantes de la Dalmacia romana aplicaron un veneno en sus flechas llamado níquel. Esto no fue una influencia romana pero se mencionó durante ese tiempo.

## Cronología
Enchelii bajo Cadmo contra los ilirios en Iliria, derrota iliria.

### Siglo VIII a.C.
- 735 a.C. Los libaneses abandonan Corfú bajo la presión del gobernante corintio Hersikrates. La primera batalla registrada entre ilirios y griegos.

### Siglo VII a.C.
- 691 a.C. Primera invasión ilírica de Macedonia después de que se desarrollaran malas relaciones.[117]
- ? a.C. Gaularos, gobernante del estado de Taulanti hace la guerra a los macedonios.[118]
- 628 a.C. Los libaneses expulsados de Durrës por los corintios que fueron invitados como ayuda por el vecino Taulantii
- 602 a.C. Filipo I de Macedonia muere en la batalla por los ilirios

### Siglo VI a.C.
- 524 a.C. Los etruscos derrotan a los libaneses para abrir rutas comerciales al Egeo.
- 524 a.C. Aristódemus de Cumas derrota a los ejércitos aliados de Daun y Etruscos
- 511 a.C. Los persas bajo Megabazus derrotan a los Paeonianos y abandonan dos de sus tribus para ir a Darío en Asia.
- 500 a.C. El comienzo de las guerras tarentino-japonesas resulta en una derrota japonesa

### Siglo V a.C.
- 490 A.C. Los tarentinos derrotan a los mesapios[cita necesaria]
- 466 A.C. Taranto de nuevo derrotado por los Iapygianos.[119]
- 460 A.C. El comercio competitivo lleva a la destrucción de Thronion por Apollonia
- 460 A.C. El Opis de los Iapyges cae en la batalla contra Taranto
- 440 A.C. Brindidi y Thurrii entran en una alianza contra Taranto
- 436 A.C. Taulantii ataca la ciudad de Epidamnos contribuyendo al inicio de la Guerra del Peloponeso
- 433 AC. La victoria de Messapian-Thurian sobre los Lucanos en el Sybaris lain.[120]
- 432 A.C. Las fuerzas de Messapian-Thurian lanzaron con éxito otra invasión Lucaniana en el desfiladero de Crati
- 430 A.C. Grabus de la casa real de los Grabaei entra en una alianza con Atenas
- 429 A.C. Los agrios se convierten en sujetos del reino Odrysian
- 424 A.C. Las autarías expanden su territorio, empujando a los tracios Triballi hacia el este en el oeste de Serbia y Bulgaria.[121]
- 423 A.C. Los ilirios y los linces hacen que los macedonios huyan y los espartanos escapen durante la guerra del Peloponeso (Batalla de los linces)[122][123]
- 418 A.C. Artas hizo un proxeno de Atenas al comenzar las operaciones en Sicilia
- 413 A.C. Artas suministra a Atenas ciento cincuenta lanzadores de jabalina para la guerra contra Siracusa.

### Siglo IV a.C.
- 399 A.C. Se desarrolla un nuevo conflicto entre Sirras y Arquelao I de Macedonia sobre el caso de los linces
- 393 AC. Los Dardanios gobiernan Macedonia a través de un rey títere después de derrotar a Amyntas III de Macedonia bajo Argaeus II
- 392 AC. Amyntas III, aliado con los tesalianos, toma Macedonia bajo su gobierno de los Dardanianos
- 385 A.C. Bardyllis asalta el Epiro después de derrotar a los Mollosianos
- 385 A.C. Agesilaus de Esparta expulsa a los Dardanianos bajo Bardyllis, expulsándolos de Epiro
- 360 A.C. Arymbas de los Mollosianos derrotan a los Ilirianos después de que asaltaran y saquearan el Epiro
- 360 A.C. Las tribus del sur de Paeonia lanzan incursiones contra Macedonia en apoyo de una invasión ilírica
- 359 AC. La muerte de Agis lleva al sometimiento del Estado Paeoniano por Macedonia
- 359 A.C. Pérdicas III de Macedonia muerto en un intento de reconquistar la alta Macedonia
- 358 A.C. Felipe II de Macedonia derrota a los ilirios. Bardyllis probablemente murió durante la batalla a la edad de 90 años. Los ilirios demandaron la paz.
- 356 A.C. Liceo se une a la coalición antimacedonia liderada por Atenas que incluye a Grabos
- 356 A.C. Parmenio sorprende a Grabos con una derrota antes de que pueda converger con sus aliados en Atenas y Tracia y Paeonia
- 352 A.C. Los agrios se convierten en aliados de Felipe II
- 344 A.C. Caeria pierde su vida en una batalla contra Cynane y su ejército es derrotado
- 344 A.C. El estado de Taulantii se limita a las tierras a lo largo del Adriático después de la derrota de Pleuratus I contra Felipe II
- 337 A.C. Pleurias casi logra matar a Felipe II durante sus campañas en los Balcanes
- 335 A.C. Alejandro Magno somete a los estados ilirios a la derrota de Clito y Glaukias en la batalla de Pelio
- 335 A.C. La primera parte de la Revolución Ilírica termina en fracaso con la derrota de Pleurias
- 323 A.C. Cynane, una iliriana, lidera un ejército macedonio para la victoria sobre los ilirios
- 317 A.C. Glaucias entra en liga con las colonias griegas mientras que Casandro está en un bajo nivel
- 312 A.C. Acrotatus de Esparta ayuda a Glaucias a abolir la guarnición macedonia en Apolonia
- 312 A.C. Glaucias obtiene el control de Epidamnus con la ayuda de Corcyra310 A.C. El Estado Autariatae deja de existir después de las continuas migraciones y conflictos celtas
- 307 A.C. Glaucias invade Epiro y establece a Pirro como rey

### Siglo III a.C.
- 280 A.C. Los celtas invaden la península balcánica, cruzando a través del territorio de Dardania y Paeonia hacia Macedonia y Grecia, llegando a las Termópilas en el 279 a.C. Las súplicas de ayuda de los dardos no fueron respondidas por el rey macedonio Ptolomeo Keraunos.
- 279 A.C. Los celtas fueron derrotados tras la incursión de una coalición griega en Delfos. Se retiran rápidamente hacia el norte. En el camino son acosados por los Dardanianos y pierden la mayor parte de su botín. Autariatai absorbido por los celtas.
- 231 AC. Agron, rey de los Ardiaei, envía su flota para liberar a la ciudad de Medeon del asedio de los etíopes. Su ejército lleva una gran victoria
- 230 AC. Longarus, rey de los Dardanianos captura a Bylazora de los Paeonianos
- 230 AC. La Reina Teuta comienza su campaña pirata capturando la capital de Epirote.
- 229 AC. Los barcos ilirios y acarnanos derrotan a una flota combinada de etíopes y achaios en la isla de Paxos.
- 229 AC. El comandante ilírico ocupa la isla de Corcyra, pero pronto prefiere pasársela a los romanos...
- 229 AC. Comienzo de la [Primera Guerra Ilírica]], los romanos cruzan el Adriático por primera vez en reacción a las amenazas de Teuta de las rutas comerciales romanas
- 228 AC. Los ilirios sufren múltiples derrotas por los romanos. Fin de la primera guerra ilírica
- 220 AC. Comienzo de la [Segunda Guerra Ilírica]] cuando Demetrio de Faro construye una nueva armada ilírica y viola el tratado romano ilírico atacando ciudades del Egeo
- 219 AC. Aemilius Paulus comanda los ejércitos romanos contra los ilirios bajo Demetrio de Faro infligiendo múltiples derrotas ilirias. Esto causa que Demetrio huya a Macedonia, terminando así la segunda guerra ilírica.

### SigloIIa.C.
El colapso de las naciones del sur de Iliria y el comienzo de las campañas romanas contra el interior de Iliria
- 183 AC. Filipo V de Macedonia hace una alianza con los bastarnae para establecerse en el territorio de Dardan y acabar con los dardanianos. El plan de Philips falla, los bastarnae asaltan el territorio de los Dardanianos pero no se asientan y regresan.
- 181 A. C. * Histri intenta impedir que los romanos construyan Aquileia sin éxito. Poco después Epulón se convierte en el gobernante de Histri y une gran parte de Histria gobernando desde Nesactium.
- 180 AC. Los dálmatas se declaran independientes del gobierno de Gentius, rey de los Ardiaei
- 177 A. C. capturado por los romanos desviando un río que protegía el bastión de Epulon, Nesactium, y le proporcionaba agua. La última posición de los Histri.
- 170 AC. Gentius y Perseo de Macedonia comienzan a formar una alianza para contrarrestar a los romanos
- 168 A. C. Los romanos derrotan a Gentius en la capital ardiana, Skodra, poniendo fin al reino de Iliria. El rey Gentius fue traído a Roma como prisionero
- 155 A. C. Los romanos destruyeron la capital dálmata.
- 119 A. C. Los pannonianos fueron derrotados por los romanos en Siscia

### SigloIa.C.
- 76 A. C. La derrota final de los dálmatas con la captura de la ciudad-puerto de Salona.
- 51 A. C. Delmatae derrota a los libaneses, principales aliados y clientes romanos en el Adriático. Debido a este conflicto Delmatae se unirá a Pompeyo en la guerra civil mientras que los libaneses apoyarán a César con sus armadas. Los Iapodas usan toda la situación para escapar del control romano y dejar de pagar tributo por varias décadas.
- 49 A. C. Las comunidades libanesas toman diferentes bandos en la guerra civil contra César y Pompeyo cerca de la isla de Krk
- 48 A. C. Cornificius y Gabinus fueron emboscados por Dalmatae durante su regreso de la campaña[124]
- 39 A. C. Cayo Asinio Polio (cónsul 40 a. C.) contra Cayo Asinio Polio, derrota ilírica[125]
- 35 A. C.  Octavio contra Pannonianos en Siscia, derrota ilírica[126]
- 34 A. C. finalmente conquistado por los romanos bajo el mando de Octavio Augusto.
- 9 AC. Tiberio (desde el 12 a. C.) y Scordisci contra los ilirios en Dalmacia, derrota ilírica[127][128]

### SigloId.C.
- Año 6 d. C. Los Daesitiates bajo su gobernante Bato I inician la Gran Sublevación Ilírica, también conocida como Bellum Batonianum. Después de los éxitos iniciales contra los romanos, la insurrección se extiende.
- Año 7 d. C. Aulus Caecina Severus (cónsul sufragáneo 1 a. C.) derrota a Daesitiates y Breuci. A pesar de su derrota, los ilirios infligen tardíamente fuertes bajas en la batalla de Sirmium y se fortalecen más tarde cuando más tribus ilirias se unen a la rebelión.
- Año 7 d. C. Tres generales y legionarios romanos enviados a derrotar al enorme ejército ilírico
- Año 8 d. C. [Bato II]] rinde sus fuerzas a Tiberio
- Año 9 d. C. Después de una feroz lucha contra Bato I se rinde a los romanos marcando el último intento de independencia de Iliria.